# French Camp (Missisipi)
French Camp – miasto w Stanach Zjednoczonych, w stanie Missisipi, w hrabstwie Choctaw.